# Eigil Clemmensen
Eigil Becker Clemmensen (21. juni 1890 Frederiksberg – 24. oktober 1932 i København) var en dansk roer, der deltog i Sommer-OL 1912, hvor han sammen med de øvrige medlemmer af den danske besætning vandt bronze i firer med styrmand, udrigger.
Han var søn af arkitekt Andreas Clemmensen og Dagmar Sofie Becker og dermed bror til Mogens Clemmensen.